# Table
Pour les articles homonymes, voir Table (homonymie).
« Tables » redirige ici. Pour l'œuvre intitulée Tables, voir Tables (Goulet).

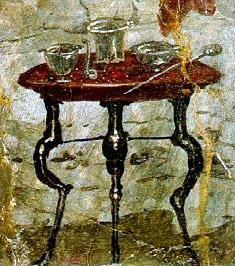
Représentation d'une table, fresque découverte dans la ville romaine antique d'Herculanum.

Une table est un meuble composé d'une surface plane et horizontale (le plateau, par exemple de planches assemblées) soutenue par un ou plusieurs supports (pieds ou tréteaux). Dans la culture occidentale, elle est notamment mais pas uniquement utilisée pour les repas.

## Histoire

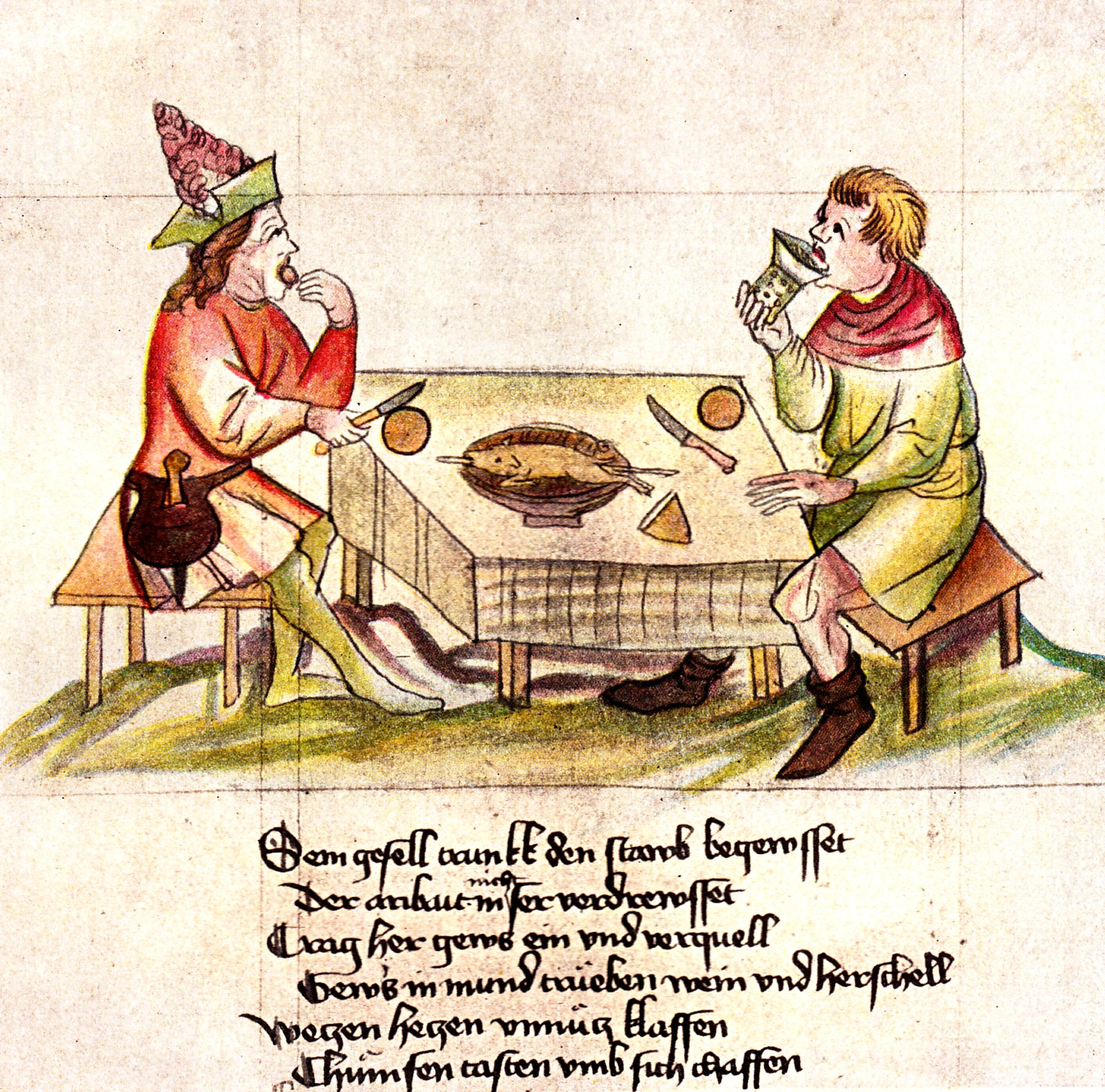
Deux commensaux allemands attablés, fin - début

Le mot table en français vient de tabŭla en latin qui signifie tablette à écrire, tablette écrite, ou pièce écrite.
 
Les plus anciennes tables connues nous viennent de l'Antiquité et notamment d'Égypte antique dont les archéologues ont retrouvés certains mobiliers. Les tables parfois damées, servaient à la fois à manger mais aussi pour les loisirs ou comme offrande.
La table du repas s'entend depuis la fin du Moyen Âge comme l'ensemble  de ce « dessus de table » souvent simple planche, et de son piétement qui lui est indispensable (tréteaux en bois de fabrication sommaire ou richement ornés). « Mettre ou dresser la table » est une expression à prendre au sens littéral et l'installation auprès des meubles lourds (coffre, armoire) disparaît le repas terminé car l'usage des pièces est indifférencié.  

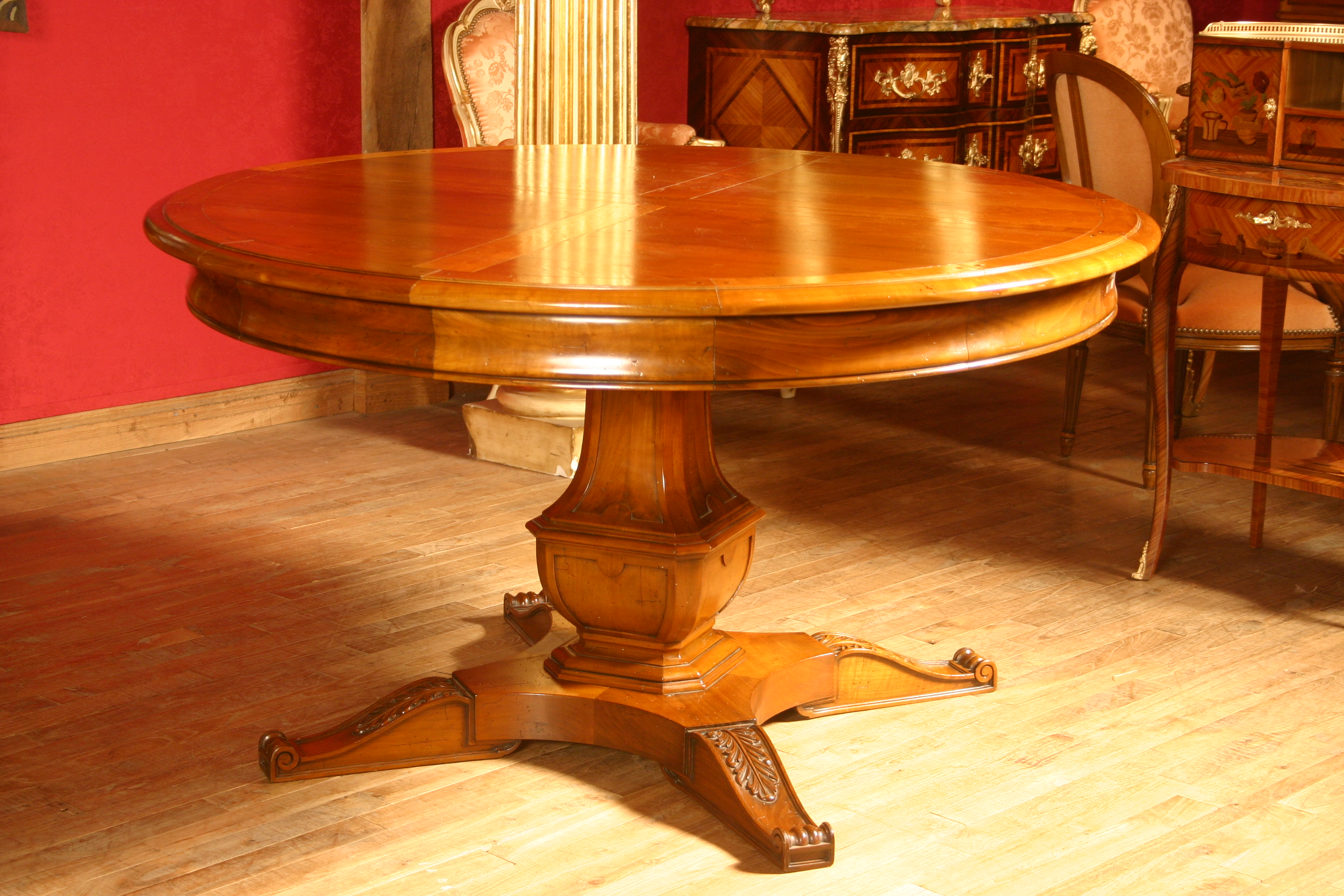
Table de séjour Colbert de style début Régence, réalisé par les Ateliers Allot Frères.

Les jours de banquets au Moyen Âge, la table d'honneur (le deis) constituée d'une simple planche de bois sur tréteaux, dressée sur une estrade (en usage du XIIe au XVIe siècle), se tenait au fond de la grande salle d'apparat du château (aula) : les convives se répartissaient dos à la cheminée, pouvant ainsi admirer la vaissellerie exposée sur le dressoir et assister aux divertissements (opérette de bouffons, jongleurs, ménestrels). Cette disposition facilitait aussi le service des plats à table qui se faisait par devant. Une nappe, brodée ou damassée, couvrait le plateau de la table. Dans les intérieurs paysans, sont dressées des tables roulantes ou coulantes sur lesquelles sont encore rares les couverts.

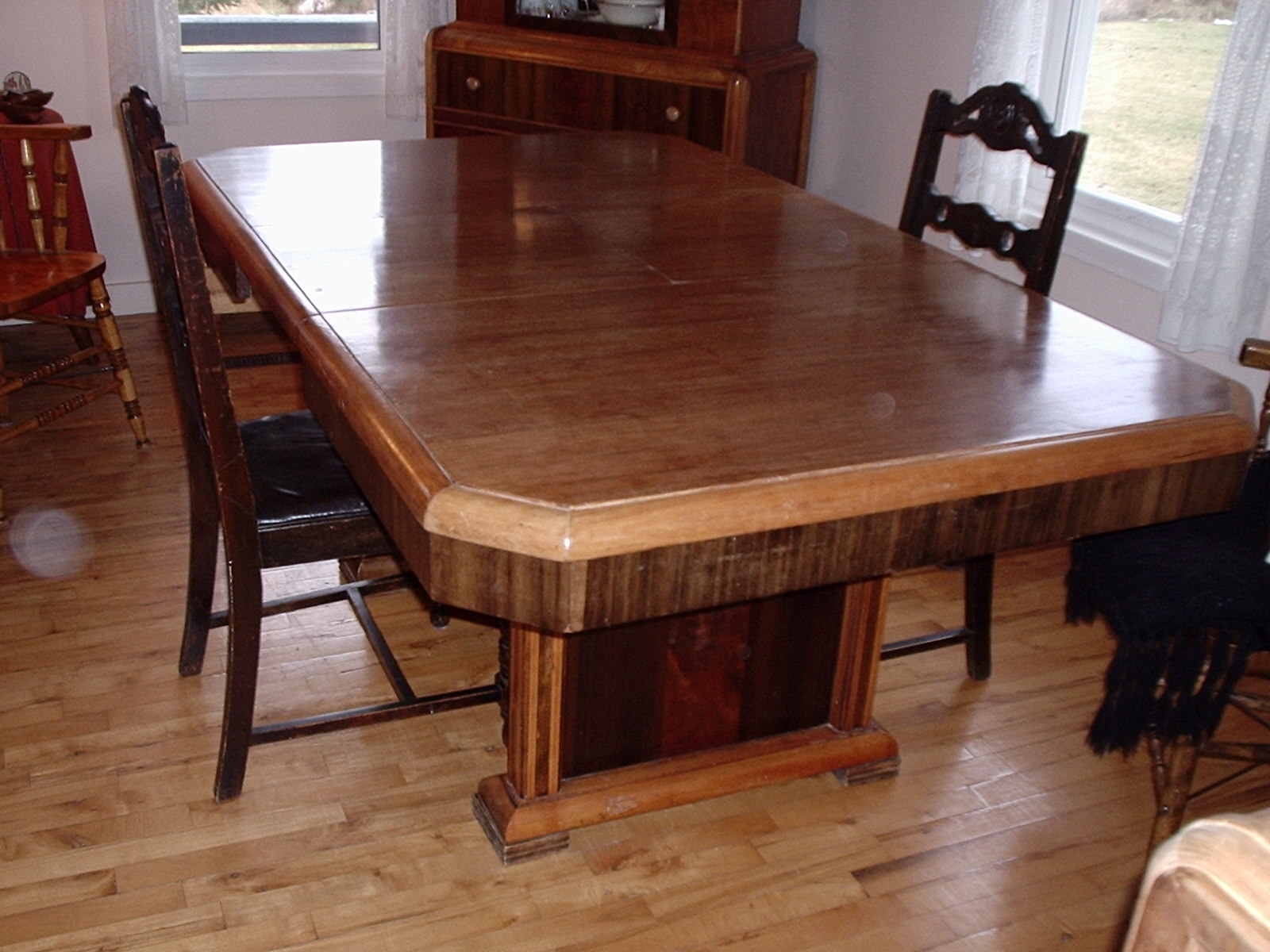
Table de salle à manger.

La Renaissance fait naître un véritable meuble, « la table occidentale », destiné à remplacer le plateau « volant » et ses tréteaux par la voie de la sédentarisation plus forte des occupants dans leur lieu d'habitation  car les meubles précédents sont mobiles (étymologie du mot « meuble ») et déplacés au cours des voyages. À cette table fixe sont associées des sièges (bancs à dossier, puis à baldaquins ou podiums pour orner la pièce).
À l'apparition de la salle à manger au XVIIIe siècle, le mobilier devient plus important mais la table reste démontable pour que la salle à manger puisse redevenir une galerie. Dans les milieux les plus modestes apparaissent paradoxalement les tables
d’ébénisterie. Avec la production en masse industrielle, elle s'uniformise au XXe siècle.

### Aujourd'hui

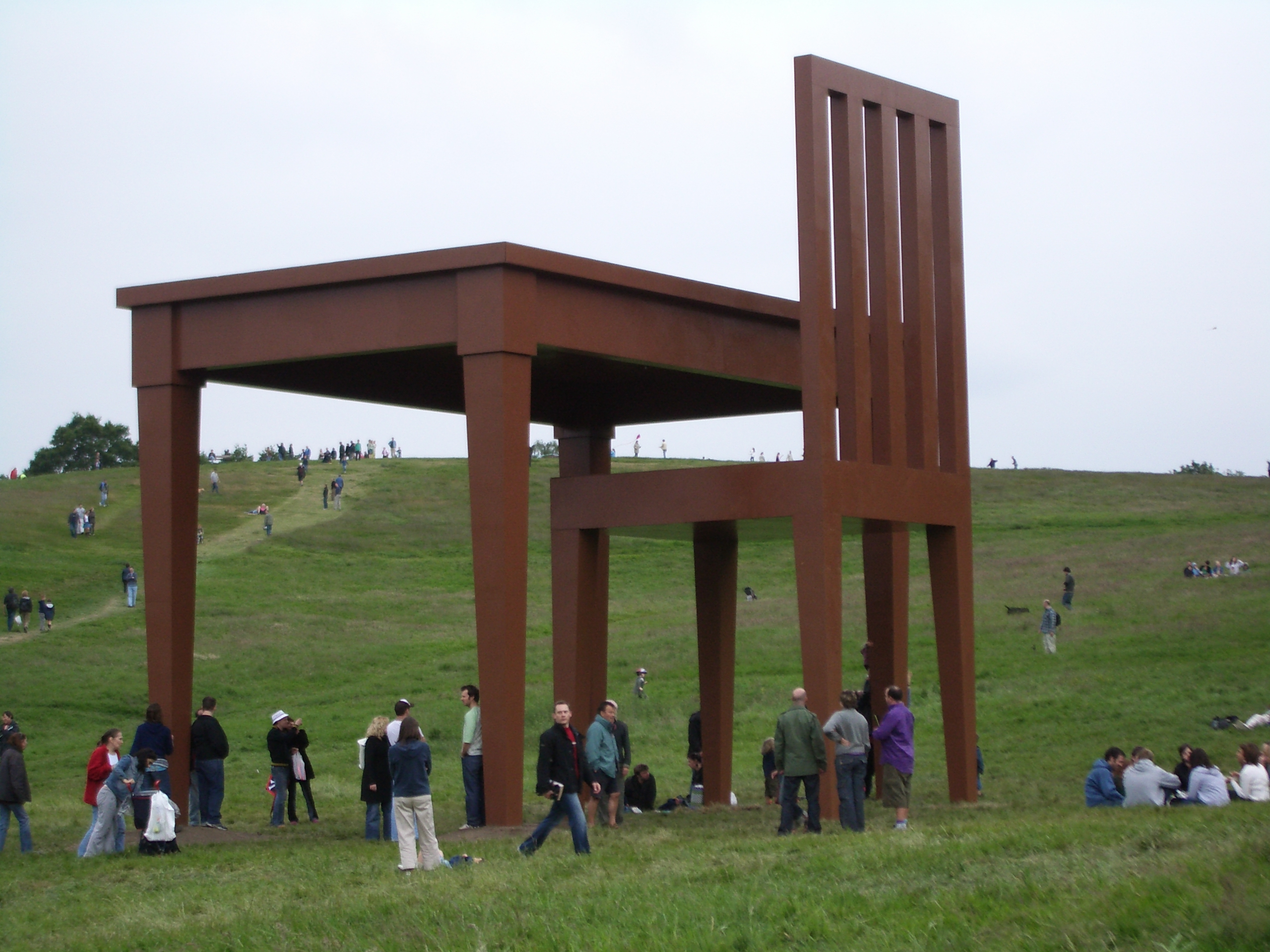
Table et chaise. Sculpture de Giancarlo Neri exposée à Hampstead Heath (Londres) en août 2005.

Meubles d'usage domestique, des lieux de travail et des lieux publics, les tables, utilitaires ou décoratives, sont généralement conçues comme un ensemble avec les chaises appariées, ou les pièces d'un mobilier de salon, de salle-à-manger, de bureau…
Initialement destinées à l'usage domestique, les tables ont pénétré le monde industriel. Ainsi nombre d'entreprises utilisent-elles des tables élévatrices, rectangulaires ou « en U ». Grâce à un système de vérins, ces tables permettent de soulever à plusieurs mètres de haut des charges allant jusqu'à 10 tonnes. Certaines sont munies de roulettes, d'autres ont un plateau basculant, d'autres enfin se replient jusqu'à seulement quelques centimètres d'épaisseur afin de pouvoir y déposer aisément une palette.

## Typologies

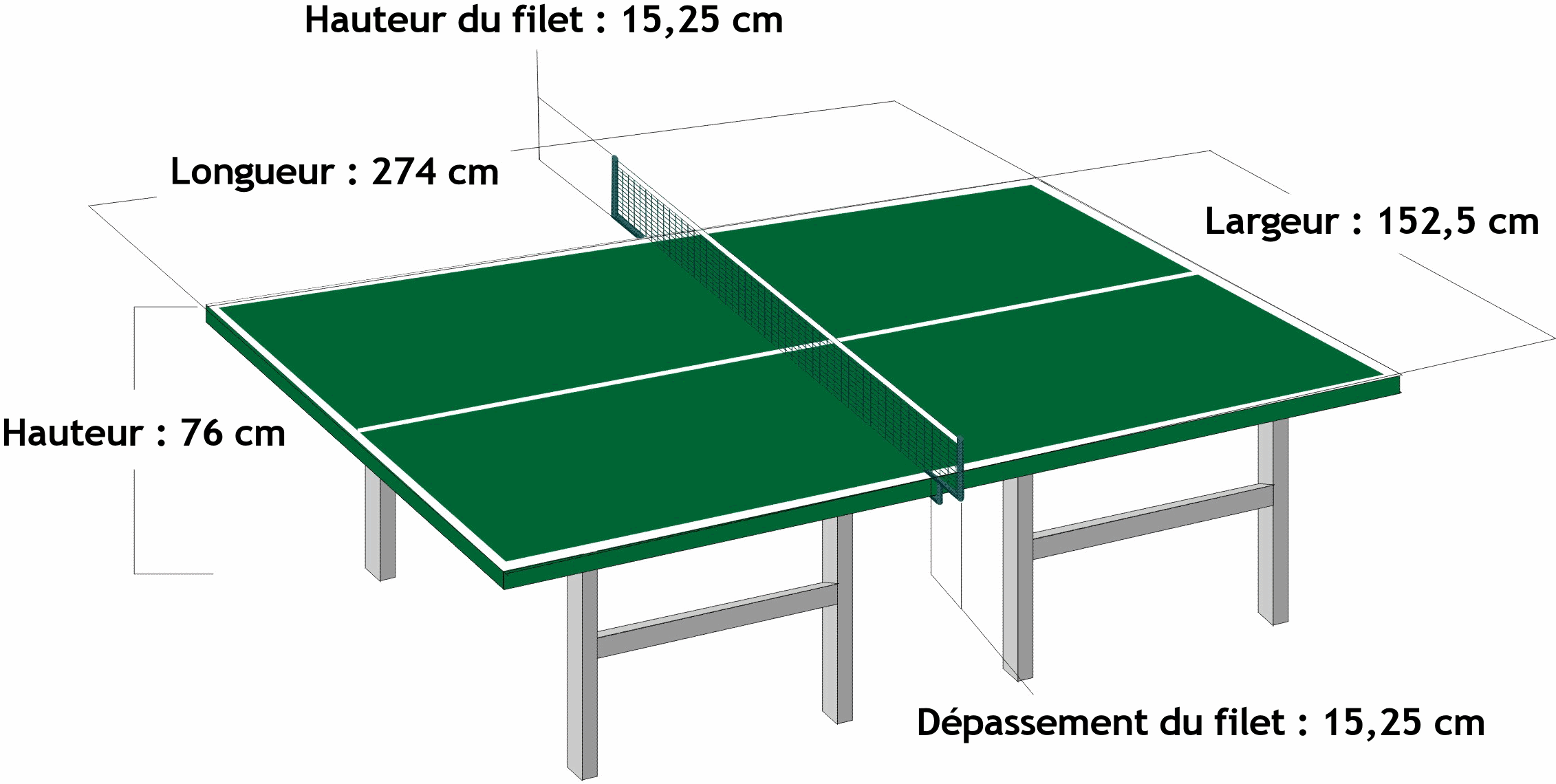
Table de tennis de table.

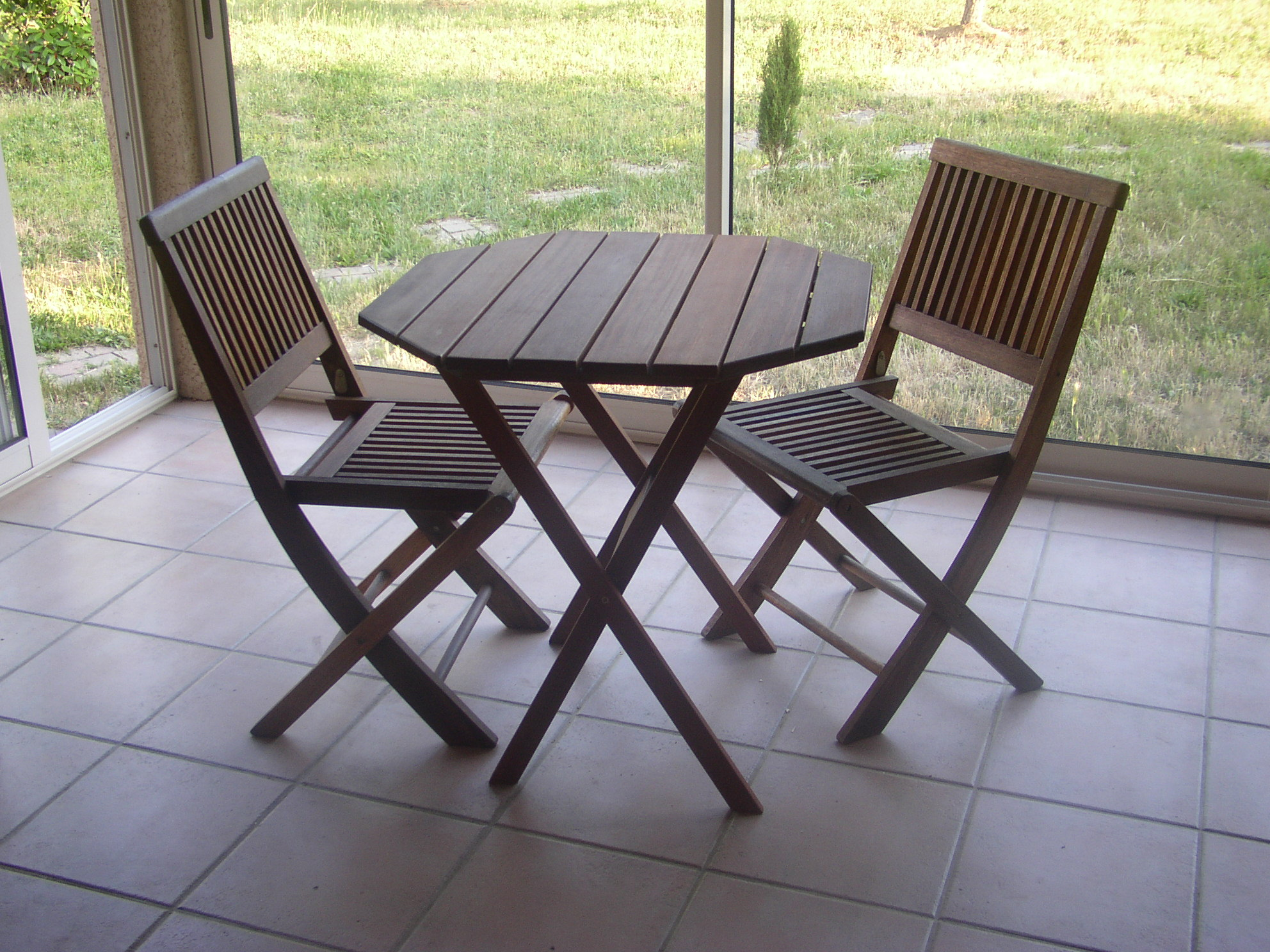
Table pliante.

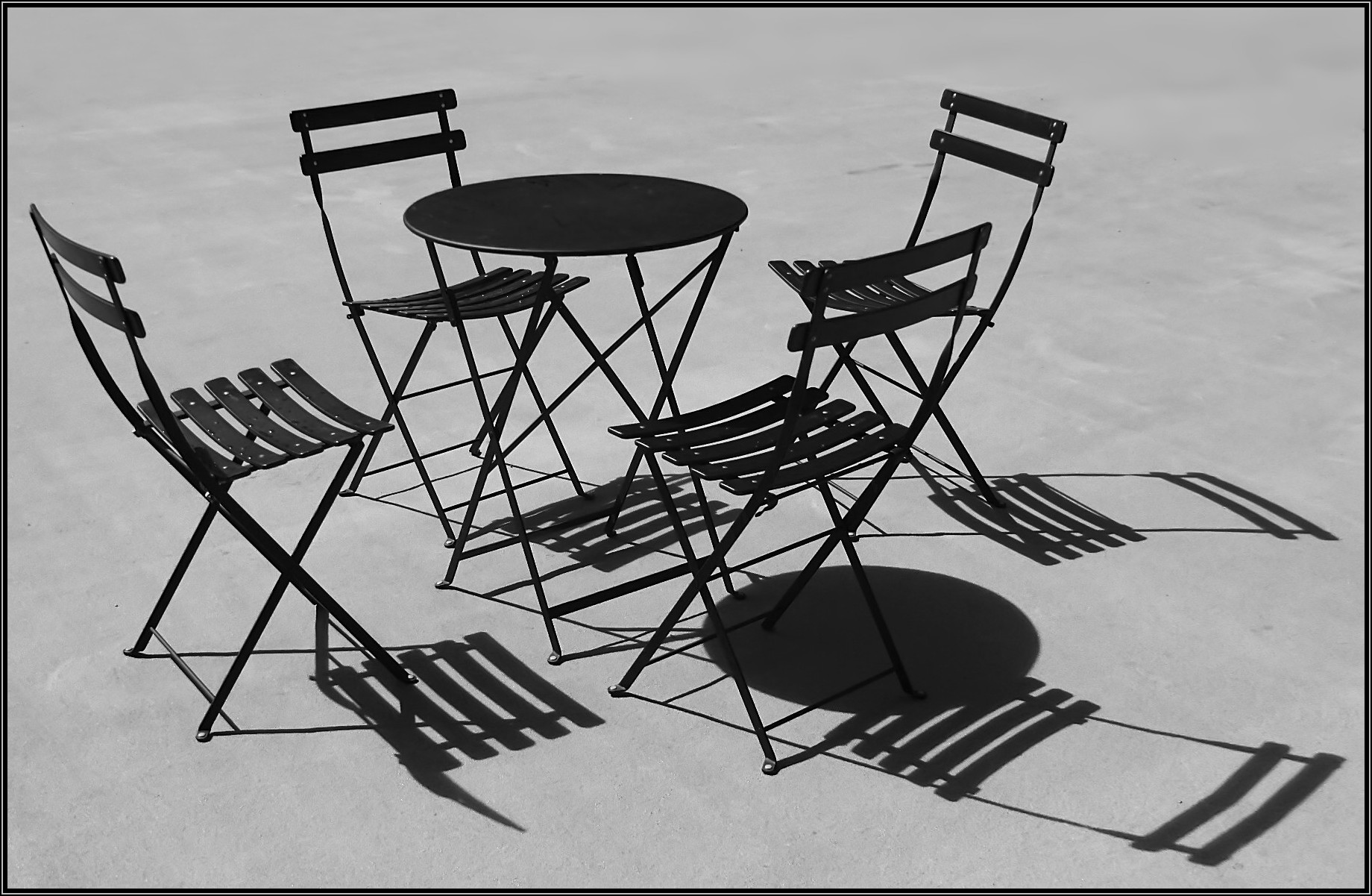
Autre table et chaises pliantes.

- Les tables se distinguent par leurs formes :

Tables carrées (de café, de jeu : équivalence des positions), tables (très) allongées (de repas, de noces, prééminence de l'hôte), tables ovales, tables rondes (équivalence de tous), table violon.
- Les tables se distinguent et sont conçues en fonction de la manière de s'y tenir, assis sur une chaise, allongé sur un divan ou accroupi sur des coussins ou banquettes basses, … ou/et de leur fonction principale (forme et fonction liés univoquement dans chaque style, formant des modèles de meubles). 
  - table de salon, de salle à manger, de cuisine,  de réunion, de café, de restaurant, de terrasse, de travail, de jeu, de billard, de tennis de table (« ping-pong »), de jardin…

- Les tables destinées au travail se distinguent en général par un nom et des accessoires spécifiques :

table de travail, étal du boucher, table de montage (du graphiste), table à dessin (de l'architecte), table ou bureau de l'écrivain, table de dissection, table d'opération ou billard…
- Les tables de l'ameublement des habitations reçoivent parfois des noms précis selon leurs usages (la table de repas n'a pas de synonymes), en particulier dans l'intérieur bourgeois européen :  
  - Un guéridon est une petite table à pied unique.
  - Une table de chevet (ou table de nuit).
  - Une table basse (ou table de salon).
  - Une table à langer, généralement mise dans la salle de bains.
  - Une desserte (meuble) ou table servante : petite table à roulettes destinée à transporter et à servir les plats à table.
  - Une table de jeu intègre un ou plusieurs plateaux.
  - Une table gigogne est un ensemble de tables de tailles croissantes permettant de les imbriquer l'une dans l'autre

## Technique

### Matières et fabrication

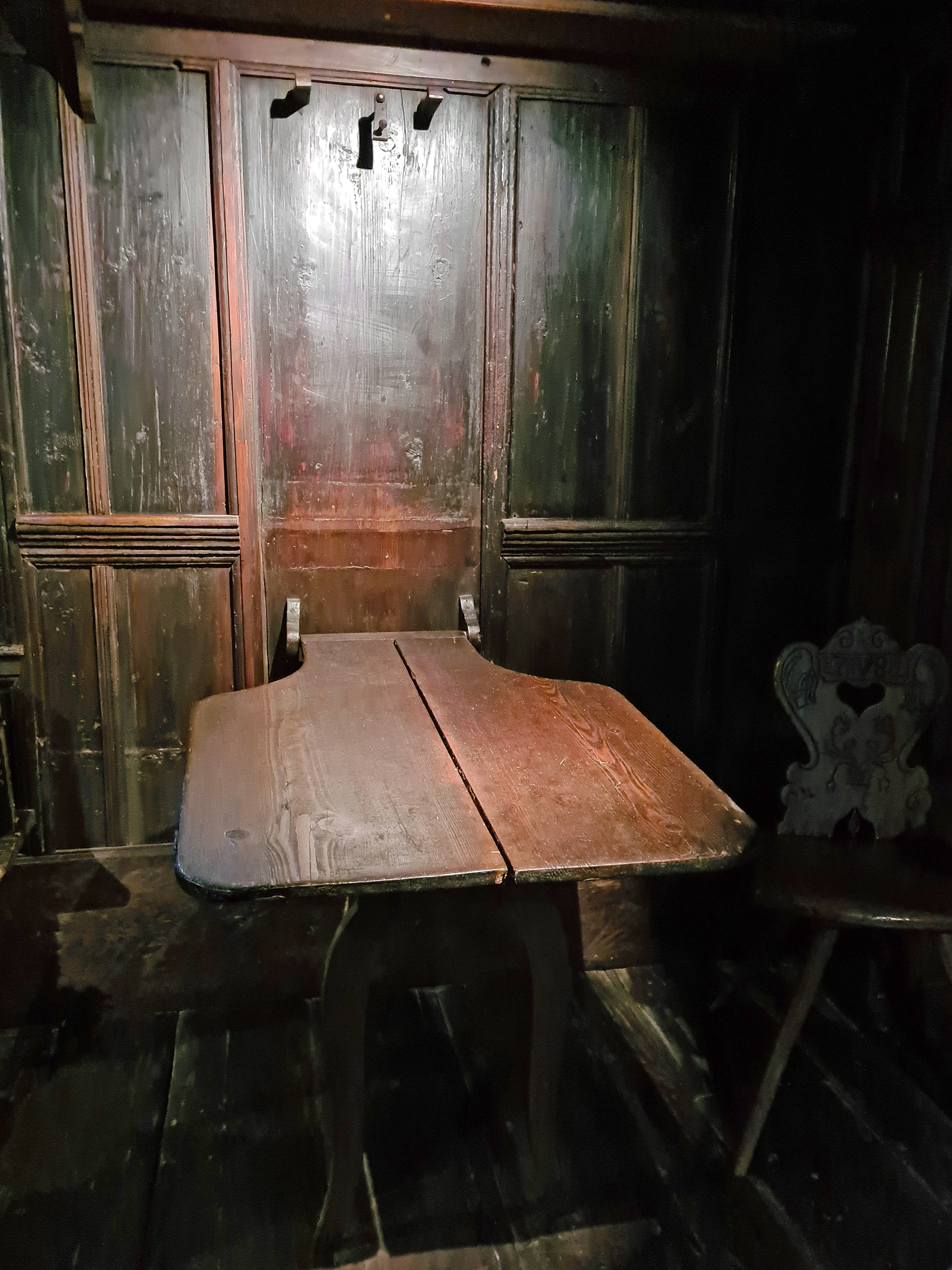
Table rabattable,, Musée alsacien de Strasbourg

Les tables peuvent être fabriquées à base de bois, de verre, de plastique, de roche ou de métal.

### Accessoires, équipements de la table
Parmi les accessoires figurent :
- les ajustement en hauteur
- les rallonges escamotables
- les tiroirs sous la table ; caissons formant pied
- les tréteaux ou pieds pliants ; tables légères et pliantes pour être transportées facilement au jardin, en terrasse, au camping ou pour le pique-nique
- les tables rabattables (contre un mur, dans un meuble), table suspendue
- le service de table, : le tapis de table, la nappe, le set de table, le chemin de table, le napperon, etc.

## Rites de la table

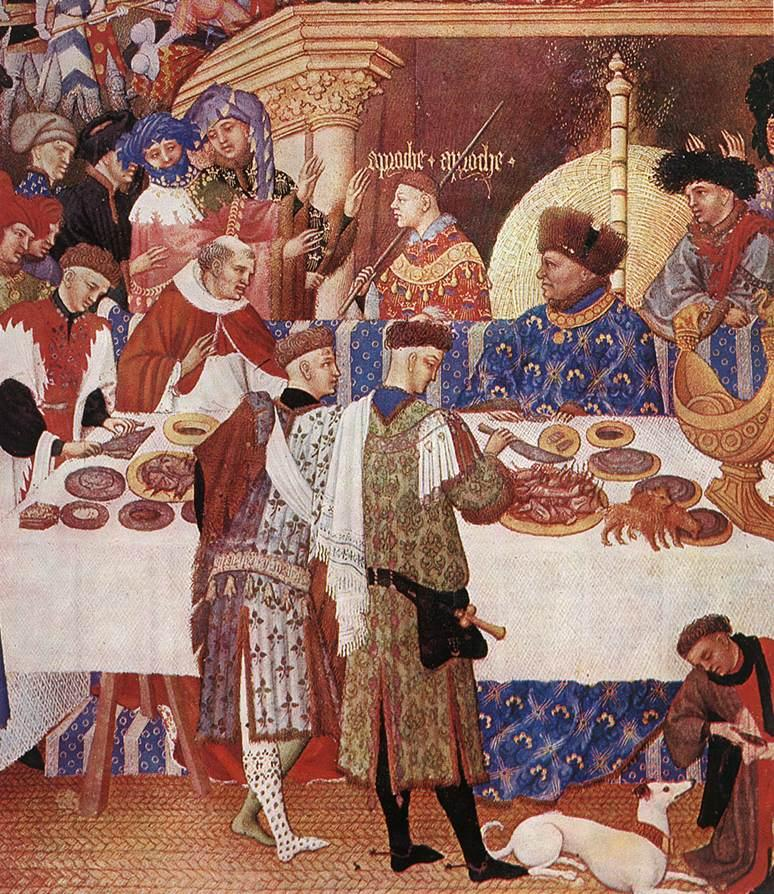
Banquet chez le duc de Berry, détail d'une scène des Très riches heures du Duc de Berry (janvier), 1412/1416.

La table fait l'objet d'usages, rites et coutumes qui rassemblent souvent deux éléments : la tablée (les gens que réunit la table, les fonctions sociales de la table) et le contenu de la table, souvent implicite : les mets, le vin, dans « une bonne table », l'argent dans « le dessous de table », la vérité qui sort de la table dans « se mettre à table », l'invitation dans « (tenir) table ouverte »…
Ces rites et usages sont fondamentaux dans la plupart des sociétés humaines ; ils sont précédés dans la préhistoire par le cercle du repas, de la danse, de la discussion, de partage…, mais trouvent dans l'objet un groupe de fixations symboliques très fortes qui caractérisent sans doute la plupart des civilisations urbaines ou des communautés religieuses, scolaires, etc. Meuble universel et multiforme répondant à des besoins universels et multiformes. La table, sociologiquement est une manière d'être ensemble.
Les titres qui suivent n'en constituent pas les configurations exhaustives :
- La table dans les milieux populaires et bourgeois, du XIXe siècle à nos jours, en Europe :
La table en dehors de ses usages domestiques est en général vide (débarrasser la table), et peut être protégée d'un verre ou d'une toile, ornée d'un vase, d'une nappe…
Certains objets peuvent être posés de manière plus permanente sur une table, tels que le gramophone, la télévision, l'ordinateur.
Certaines sont décorées en permanence comme de petits autels domestiques, et rassemblent souvenirs, bibelots, vases, photos…
- Table  de lois, du pouvoir : exemple, Rome antique
- Tables dans l'architecture et les pratiques religieuses
- Tables dans les civilisations anciennes d'Orient, d'Europe et d'Afrique du Nord
- Table au Japon, époque ? 
Traditionnellement les tables chabudai sont basses, quelquefois rondes, utilisées pour servir le thé et les repas.

## Tables célèbres
- La  table de la Cène.

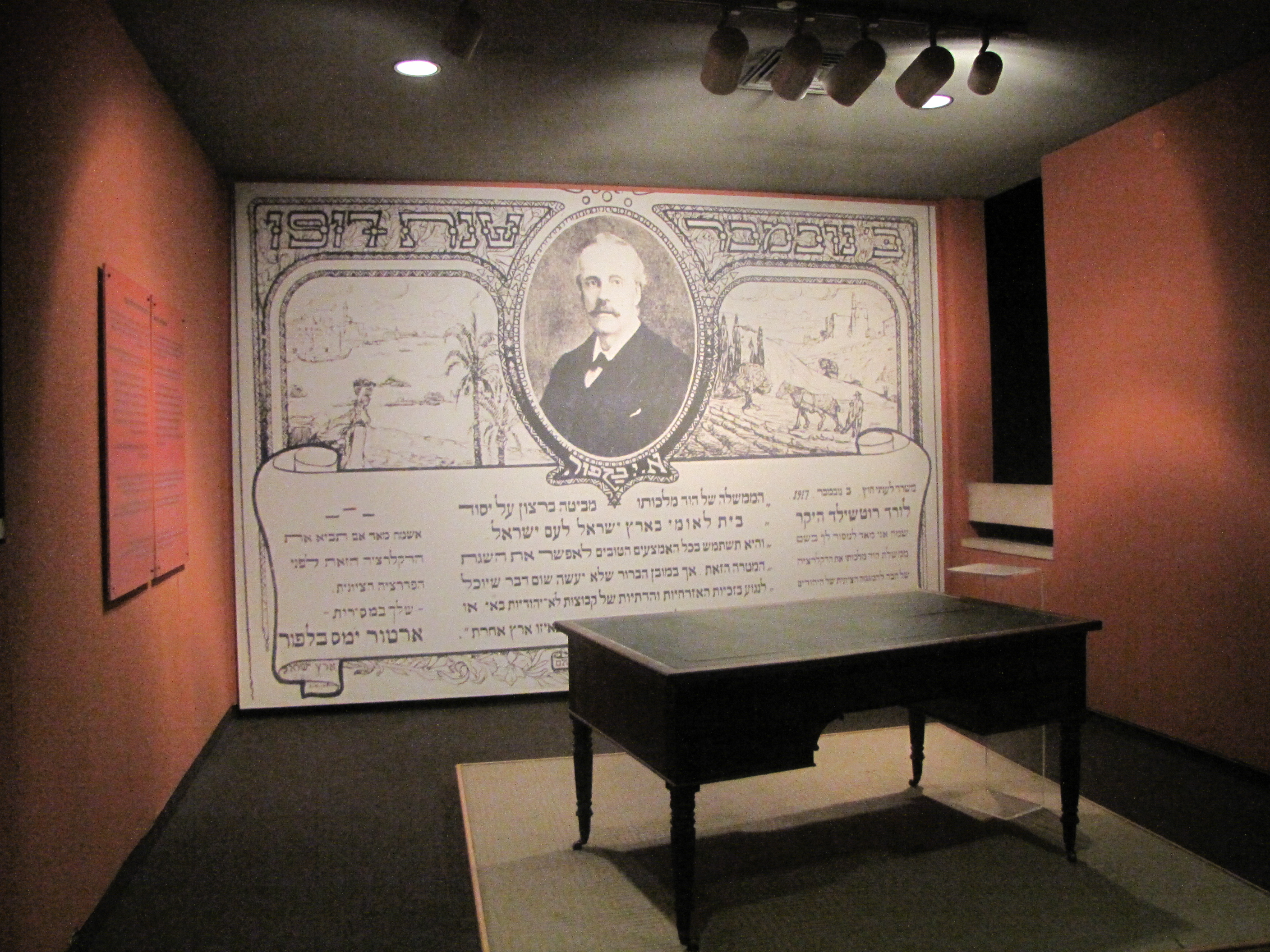
La table de travail de Balfour au Musée de la Diaspora (Tel Aviv).

- La Table ronde du cycle arthurien.
- Le nom de l'organisation internationale Mensa est dérivé du nom latin pour table.

## Expressions liées
- « Passer à table » ou « se mettre à table » : avouer
- « Jouer cartes sur table » : jouer franc jeu
- « Faire table rase » :  repartir à zéro
- « Travailler en dessous de la table » : avoir un emploi dissimulé donc non-déclaré aux organismes sociaux officiels.
- « Traiter des affaires en dessous de table » : versements occultes pour le paiement partiel d'une affaire (dessus : officiels ; dessous : cachés).